# Lowry (Dakota du Sud)
Pour les articles homonymes, voir Lowry.
Lowry est une municipalité américaine située dans le comté de Walworth, dans l'État du Dakota du Sud. Selon le recensement de 2010, elle compte 6 habitants. La municipalité s'étend sur 0,25 milles carrés (0,65 km2).
La localité prend le nom de Lowry en 1907, en l'honneur d'un employé du Minneapolis and St. Louis Railway.

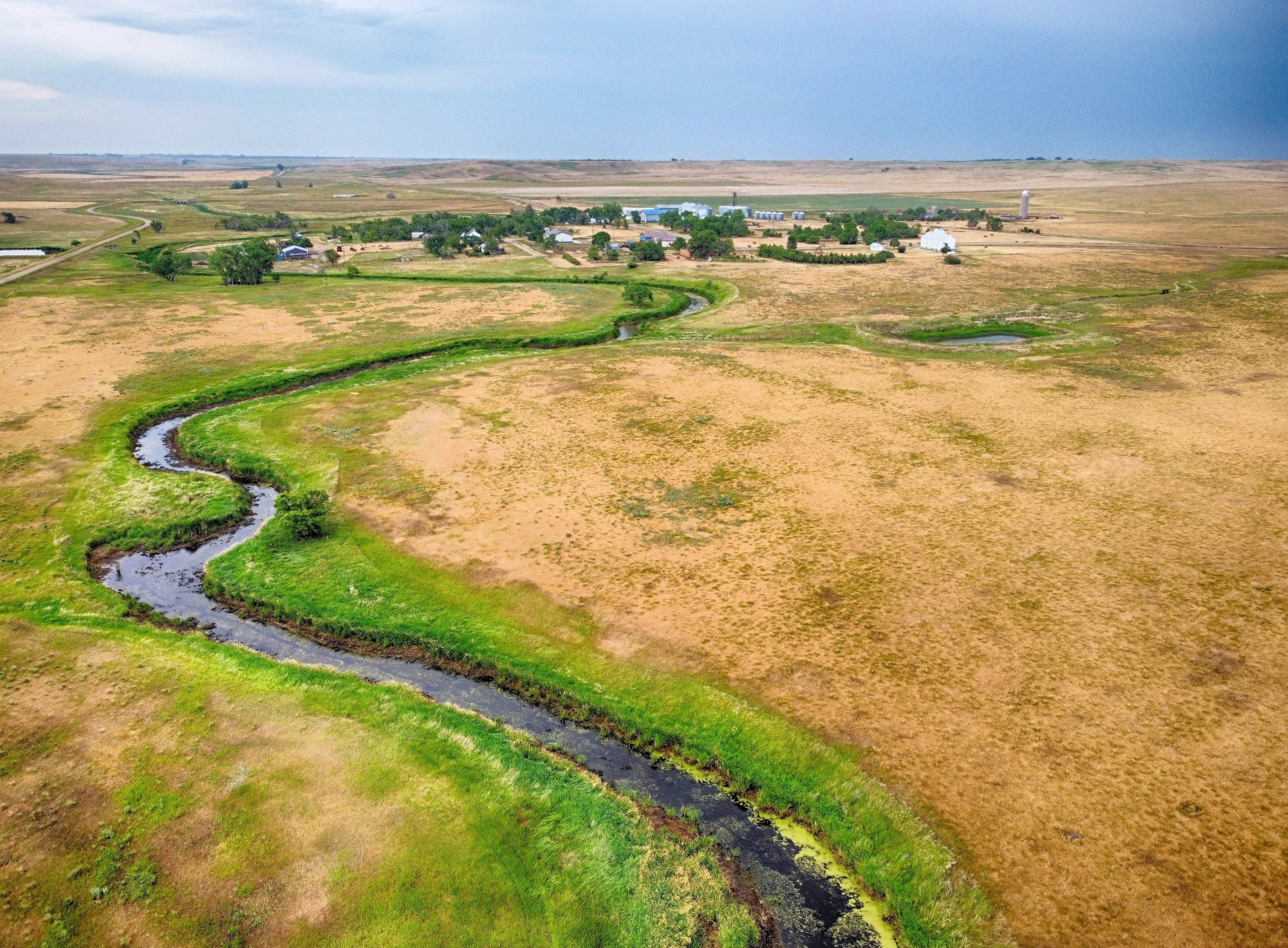
Villages de Lowry et Swan Creek

## Démographie
| 1910 | 1930 | 1940 | 1950 | 1960 | 1970 |
| ---- | ---- | ---- | ---- | ---- | ---- |
| 90   | 89   | 90   | 70   | 44   | 35   |

| 1980 | 1990 | 2000 | 2010 | - | - |
| ---- | ---- | ---- | ---- | - | - |
| 22   | 15   | 10   | 6    | - | - |